# Muskateller

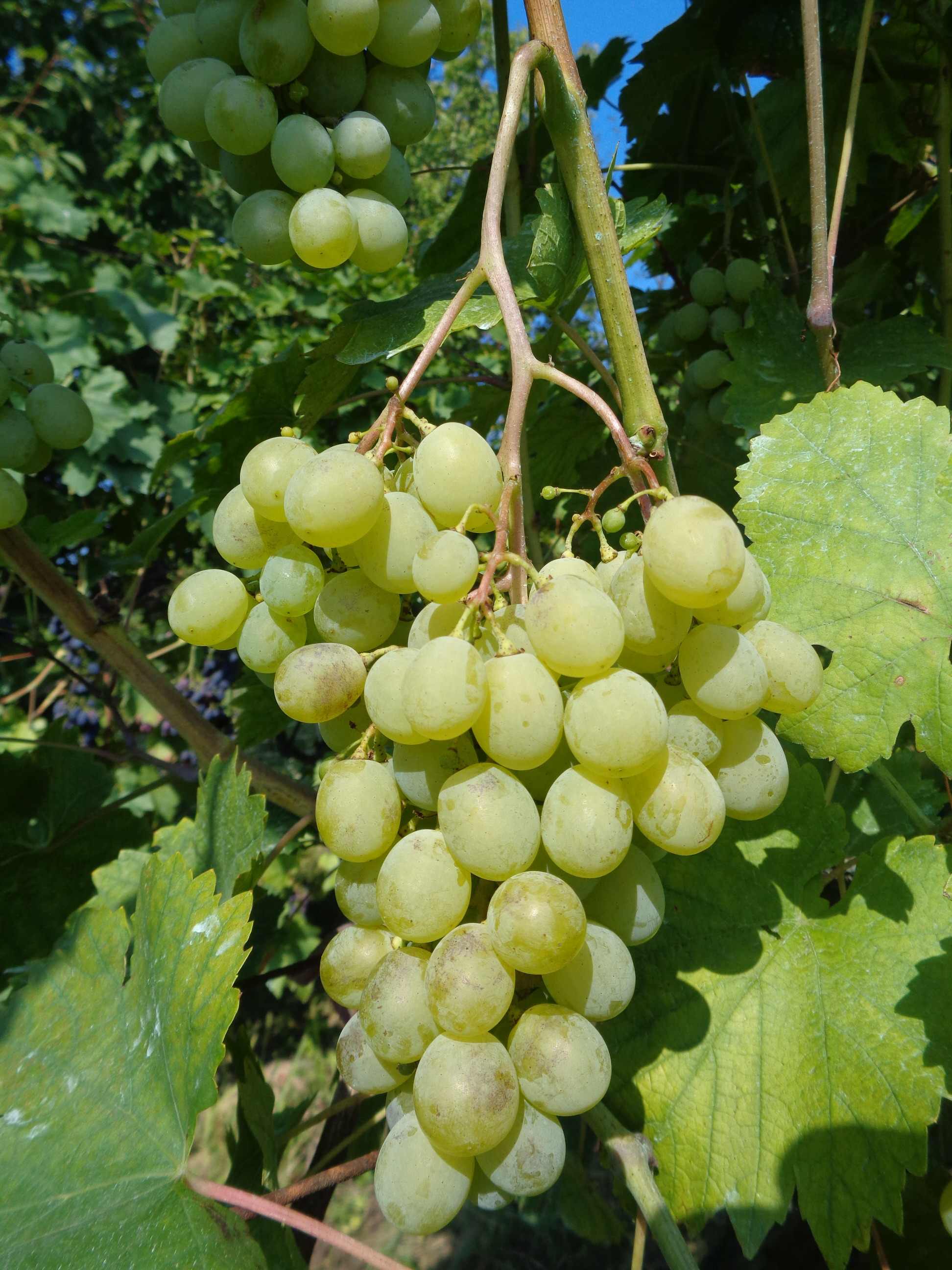
Die frühreifende Varietät namens „Juli“ der Weißen Muskateller-Rebe

Muskateller ist der Sammelbegriff von Muskatsorten der Weintraube und deren Spielarten, Kreuzungen bzw. Neuzüchtungen mit Muskateller-Beteiligung und nicht miteinander verwandten Rebsorten. Es gibt Muskatellersorten mit Beeren in verschiedenen Farbschattierungen von weiß, gelb, grau, grün, rosa, rot, braun, violett, blau und schwarz. Nach einer der zahlreichen Literaturangaben soll die Sorte bereits um 3000 v. Chr. von den Ägyptern und im heutigen Iran verwendet worden sein.
Die früheste konkrete Nennung des Namens Muscat geht zurück auf 1230 bis 1240 im Liber de proprietatibus rerum – einer Enzyklopädie des Scholastikers Bartholomaeus Anglicus. Muskateller wiederum stammt vom Italienischen moscatello.
Einige Varianten haben weltweite Verbreitung und Bedeutung.
Weißweinsorten:
- Gelber Muskateller, französisch muscat blanc à petits grains
- Roter Muskateller

Tafeltraubensorten:
- Muscat de Hambourg
- Muscat d’Alexandrie (Muscat of Alexandria)

Der Muskateller ist eine der ältesten Weißweinsorten, von der es eine große Anzahl von Variationen gibt. Zurzeit können über zweihundert Vertreter der Muskatellerfamilie nachgewiesen werden. Vermutlich liegt der Ursprung der Rebsorte in Kleinasien. Phönizische und griechische Kolonisten verbreiteten den Muskateller im östlichen Mittelmeergebiet. Später schätzten die Römer den griechischen passum als besonders edlen Wein. Nach Mittel- und Nordeuropa gelangte Muskatellerwein durch die Intensivierung des Fernhandels im 12. Jahrhundert. Venedig spielte eine besondere Mittlerrolle zwischen Orient und Okzident und kontrollierte mehrere Inseln im östlichen Mittelmeer, auf denen Muskatellerwein angebaut wurde. In den Quellen wird der Muskateller häufig auch „griechischer Wein“ oder „Zypernwein“ genannt. Nicht nur über den Fernhandel, sondern auch durch Pilgerfahrten und Kreuzzüge verbreiteten sich Südweine als Handelsware in Europa. Kaiser Barbarossa schätzte diesen Wein, der auch im Nibelungenlied erwähnt wird. Der leichte Weißwein wird durch seine feinfruchtige Säure und sein typisch intensives, aber nicht aufdringliches Muskatbukett charakterisiert.